# جيم إيرفين
جيم إيرفين (بالإنجليزية: Jim Irvin)‏ هو كاتب أغاني وصحفي بريطاني، ولد في 1959.

## وصلات خارجية
- الموقع الرسمي
- جيم إيرفين على موقع ميوزك برينز (الإنجليزية)
- جيم إيرفين على موقع ديسكوغز (الإنجليزية)